# Oratoire de la Dent de Bellevaux
L'oratoire de la Dent ou oratoire de l'Expiation est un petit édifice religieux du XVIIe siècle, situé sur la commune de Bellevaux, en Haute-Savoie. Il est considéré comme le plus ancien de la commune.

## Localisation
L'oratoire a été édifié en bordure de la route menant aux Nants, sur le territoire de la commune de Bellevaux.

## Historique
En 1536, Berne intervient pour aider la cité de Genève qui passe à la Réforme. La partie nord du duché de Savoie (Genevois, Faucigny et Chablais) est occupée. Les Valaisans s'emparent de cette partie du Chablais. Berne rend les terres occupées en 1567, après la ratification du traité de Lausanne (1564).
Certains habitants de la commune, dans l'enthousiasme de la foi catholique retrouvée, poursuivent le dernier pasteur protestant de Bellevaux, qui se précipite dans le torrent, ou il trouve la mort,.
L'oratoire est érigé au XVIe siècle, en expiation de l'assassinat du pasteur à cet endroit en 1598,, l'oratoire est inauguré en 1600.
L'édifice est déplacé en 1987, lors de l'aménagement de la route forestière qui mène à l'alpage des Nants, en dessus de son ancien emplacement.
En 2007, l'oratoire est entièrement restauré.